# Azan

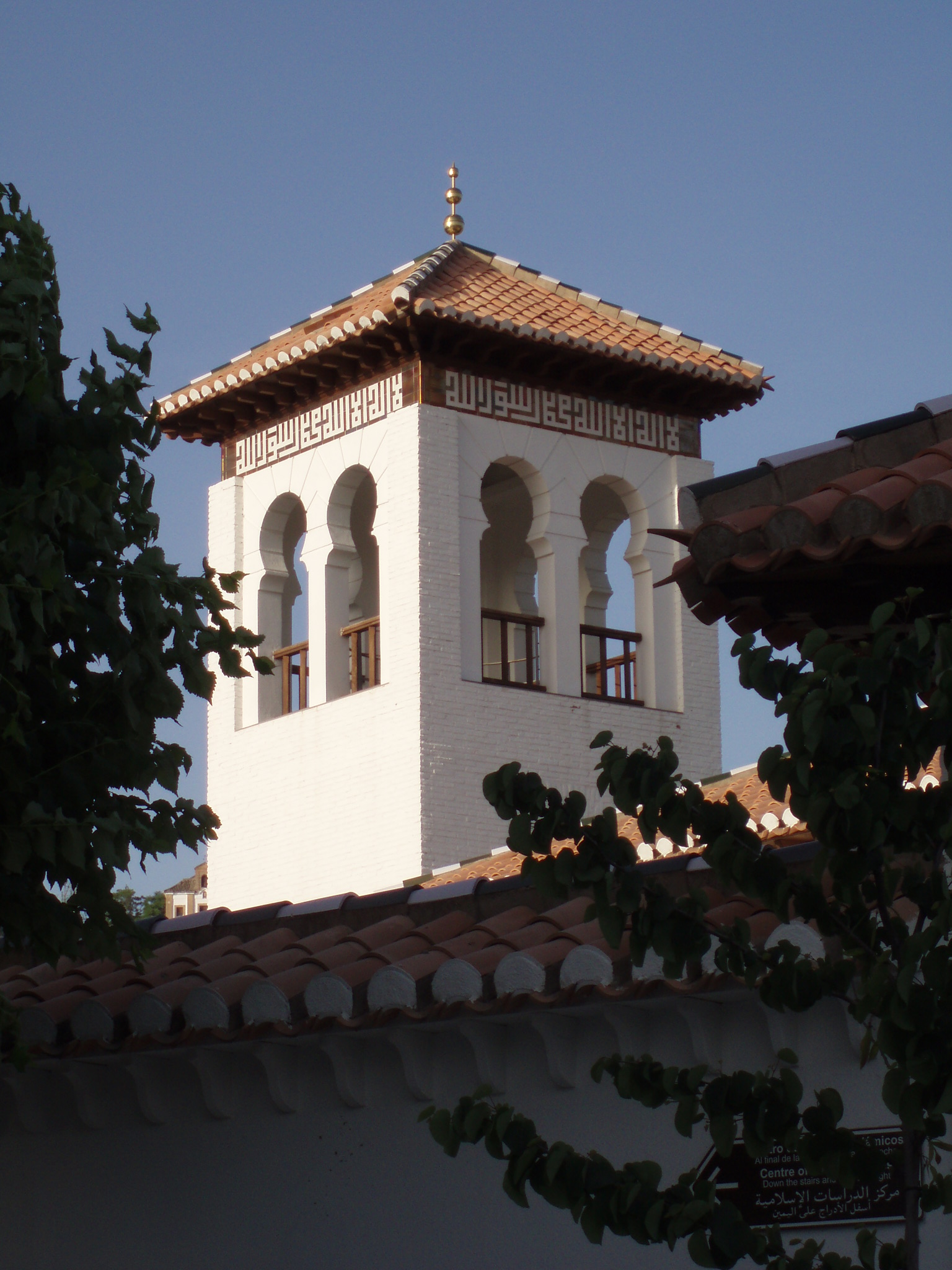
De minaret van de grote moskee (Mezquita Mayor) in Granada, vanwaar de muezzin meestal de azan laat klinken, 2006. Boven in het Koefisch de sjahada: لا اله الا النّ محمّدا رسول الله

De azan (Ar: أَذَان, ook weergegeven als azaan, adzan, athan, athaan of adhan) is de oproep tot het gebed die wordt uitgesproken door de muezzin, vaak vanuit een minaret. Bij moskeeën zonder minaretten wordt deze oproep in de hal gedaan.

## Praktijk
Vijf keer per dag worden moslims opgeroepen tot het gebed door middel van de azan.
Veel baby's in een moslimgezin krijgen de azan direct na hun geboorte in het ene oor gefluisterd; in het andere wordt de sjahada gefluisterd.
Tijdens de azan richt de muezzin zich naar Mekka en heft de handen tot oorhoogte. De tekst van de azan voorafgaand aan fajr  is als volgt:
| God is de grootste, God is de grootste,     | الله اكبر الله اكبر     | allahu akbar, allahu akbar           |
| God is de grootste, God is de grootste,*    | الله اكبر الله اكبر     | allahu akbar, allahu akbar           |
| Ik getuig dat er geen godheid is dan God    | اشهد ان لا اله الا الله | ash'hadu an lā ilaha illā-llah       |
| Ik getuig dat er geen godheid is dan God    | اشهد ان لا اله الا الله | ash'hadu an lā ilaha illā-llah       |
| Ik getuig dat Mohammed Gods boodschapper is | اشهد انّ محمّدا رسول الله | ash'hadu anna mūhammadan rasūlu-llah |
| Ik getuig dat Mohammed Gods boodschapper is | اشهد انّ محمّدا رسول الله | ash'hadu anna mūhammadan rasūlu-llah |
| Haast u naar het gebed                      | حي على الصلاة           | hayyā `alā-s-salā(t)                 |
| Haast u naar het gebed                      | حي على الصلاة           | hayyā `alā-s-salā(t)                 |
| Haast u naar het welslagen                  | حي على الفلاح           | hayyā `alā-l-falāh                   |
| Haast u naar het welslagen                  | حي على الفلاح           | hayyā `alā-l-falāh                   |
| Het gebed is beter dan de slaap**           | الصلاة خير من النوم     | as-salātu khairun min an-naum        |
| Het gebed is beter dan de slaap**           | الصلاة خير من النوم     | as-salātu khairun min an-naum        |
| God is de grootste, God is de grootste,     | الله اكبر الله اكبر     | allahu akbar, allahu akbar           |
| Er is geen godheid dan God                  | لا اله الا الله         | lā ilaha illā-llah                   |

* Niet voor malikieten; zij spreken het God is de grootste slechts 2 maal uit.

** Bij de andere vier gebeden (dhuhr, asr, maghrib en isha) wordt "het gebed is beter dan de slaap" weggelaten.
Een moslim die de azan hoort, dient de afzonderlijke formules te herhalen, behalve het haast u naar het gebed, haast u naar het welslagen, de zogenoemde hayya-formules, die de feitelijke oproep bevatten. Bij de hayya-formule dient la hawla wa-la quwwa illah bi-llah (Er is geen macht en geen kracht behalve in God) uitgesproken te worden. Ook bij de azan van het fajr-gebed wordt Het gebed is beter dan de slaap niet herhaald, maar wordt geantwoord: Sadaqta wa-bararta (ge hebt juist en waar gesproken).

## Geschiedenis
Na de bouw van de eerste moskee kwamen de mensen bijeen zonder oproep. Dit werkte niet, want ieder kwam op een ander tijdstip. Mohammed overwoog een ramshoorn (of een trompet) te gebruiken, zoals de joden of houten ratel, zoals de oosterse christenen. In eerste instantie liet Mohammed een paar kleppers maken die tegen elkaar werden geslagen. Een van de Muhajirun kreeg echter een droom waarin een man in een groene mantel hem vertelde hoe de mensen het beste tot het gebed konden worden geroepen en vertelde hem de woorden van de azan. Toen Omar de eerste azan hoorde, ging hij naar Mohammed en vertelde dat hij hetzelfde visioen had gehad, waarop Mohammed God prees.
De azan is 1 of 2 jaar na de hidjra ingesteld. De situatie in Mekka zou het niet hebben toegelaten op te roepen tot het gebed. Volgens de traditie werd de eerste azan verricht door Bilaal Ibn Rabaah', een vrijgekochte slaaf. Iedere ochtend beklom Bilaal het platte dak van het dichtstbijzijnde huis bij de moskee en wachtte aldaar op de dageraad. Als dat gebeurde, stond hij op, strekte zich uit met de woorden: 'O God, ik loof U en vraag Uw hulp voor de Qoeraisj, opdat zij Uw godsdienst mogen aanvaarden.'
Bij de verovering van Mekka (629) werd de azan gezien als een teken van overheersing van de islam op de afgodendienaren.
Luidsprekers zijn begin 20e eeuw uitgevonden; het bekendste type is de elektrodynamische luidspreker, uitgevonden door de Amerikanen Edward W. Kellogg en Chester W. Rice in 1925.
Voor zover bekend was de Sultanmoskee in Singapore in 1936 de eerste moskee ter wereld met een microfoon-luidsprekerset; volgens een verslaggever kon deze de gebedsoproep meer dan een mijl ver laten klinken. Hoewel sommige bezoekers sceptisch waren over dit nieuwe elektrische systeem, geloofden de meesten dat het nodig was om de stem van de muezzin te versterken om boven het lawaai van een moderne stad uit te komen. Elektrisch versterkte azans zijn standaard geworden in landen zoals Turkije en Marokko, terwijl in bijvoorbeeld Nederland maar 7 tot 8% van alle moskeeën luidsprekers gebruikt voor de gebedsoproep. In België is de vraag om een oproep tot het gebed al meerdere keren gevallen, meer bepaald voor de moskee in Beringen in Limburg in 2009 maar deze werd geweigerd. In 2020 was er ook de vraag of men in Aalst in Oost - Vlaanderen een oproep tot het gebed mocht doen maar deze werd ook geweigerd.

## Nederland
In Nederland is ‘oproepen tot het belijden van godsdienst of levensovertuiging’ toegestaan volgens Artikel 10 van de Wet openbare manifestaties; het heeft daarmee een gelijksoortige status als klokgelui van kerken:

Klokgelui ter gelegenheid van godsdienstige en levensbeschouwelijke plechtigheden en lijkplechtigheden, alsmede oproepen tot het belijden van godsdienst of levensovertuiging, zijn toegestaan. De gemeenteraad is bevoegd ter zake regels te stellen met betrekking tot duur en geluidsniveau.
— Artikel 10 Wet openbare manifestaties

Anno 2016 waren er in Nederland ongeveer 475 moskeeën, van wie er volgens onderzoek van politicoloog Roemer van Oordt 7 à 8% (33 tot 38) gebruik maakte van een elektronisch versterkte oproep middels luidsprekers. In de meeste gevallen werd de oproep alleen voor het vrijdagmiddaggebed gedaan.
Het in het openbaar oproepen tot het gebed ligt in Nederland gevoelig. Enkele moskeeën maken van het recht gebruik voor de oproep tot vooral het vrijdaggebed, maar omwonenden klagen vaak over geluidsoverlast. Gemeenten verbinden vaak voorwaarden aan de frequentie (in Leerdam bijvoorbeeld alleen op vrijdagmiddag), de duur (in Leerdam bijvoorbeeld hooguit 4 minuten) en de geluidssterkte, net als bij klokgelui van kerkgebouwen. In sommige gevallen zien moskeeën na overleg met buurtbewoners en de lokale politiek af van het openbaar oproepen tot gebed. Gemeenten mogen nieuwe moskeeën bepaalde beperkingen opleggen, maar kunnen geen verbod opleggen bij reeds bestaande moskeeën die openbare gebedsoproepen doen.